# Сефевидский Хорасан
Сефевидский Xорасан — провинция (велаят) Сефевидской империи, сосредоточенная на территории Хорасана, частично занимавшая территорию современных государств Иран, Туркменистан, Афганистан, Пакистан и включавшая такие города, как Герат, Мешхед, Мерв, Ниса и Кандагар.

## История
В 1511 году шах Исмаил I окончательно установил Амударью в качестве границы между сферами интересов Сефевидов и Шейбанидов, по существу притязая на Герат, Мерв и Балх в качестве самых восточных из своих владений. Представление шаха Исмаила о территориальности оказалось живучим, сформировав тем самым ментальную карту его сефевидских преемников и породив устойчивое чувство права, которое сохранялось до XIX века и позднее. На практике проецирование шахом Исмаилом своих владений, как простирающихся до Амударьи ознаменовало разрыв с тимуридской структурой и отражало новый баланс сил, который начиная с этого времени развился между государствами Моголов, Сефевидов и Аштарханидов и оставался устойчивым вплоть до XVIII века.
Одним повторявшимся феноменом развивавшейся структуры были области с параллельными территориальными притязаниями. Так, Кандагар оспаривался Сефевидами и Моголами, пока впоследствии не подпал под контроль шаха Аббаса II в 1649 году. В ранней сефевидской эпохе положение Герата было таким же неопределённым, и он пострадал от серии узбекских вторжений до 1537 года. Активность узбеков в Хорасане достигла ещё одного апогея между 1588—1598 годами, в правление двух последних лидеров из династии Абулхайридов, Абдуллы-хана и его сына Абдалмумина. Последующее возвышение в Трансоксиане линии Тукай-Тимуридов также имело последствия для провинции Герат. В 1598 году лидер Тукай-Тимуридов Дин Мухаммад занял область Герата, но вскоре после этого был разбит войсками шаха Аббаса I.
Два года спустя шах Аббас I успешно включил Мерв в сефевидские владения. Тем не менее, его попытка установить прямой контроль над Балхом в 1602 году оказалась неудачной. Конфликты между Сефевидами и Тукай-Тимуридами продолжались и в XVII веке. Несмотря на это, с течением времени сфера военной активности сузилась. В ходе двух пиков активности в начале и конце XVI века абулхайридские правители Трансоксианы нацеливались на весь Хорасан. В противоположность этому, начиная с эпохи шаха Аббаса I споры между Сефевидами и Тукай-Тимуридами были более локализованными и сконцентрированными главным образом на области к северу и северо-востоку от Герата.
После своей неудачи при Балхе шах Аббас I принял на вооружение новую стратегию. Вместо прямого вмешательства он поощрял соперничавших между собой претендентов на власть в Балхе из числа Абулхайридов и Тукай-Тимуридов. Эта политика имела последствия для северо-восточных окраин провинции Герат в начале XVII века. Нападения, совершаемые союзниками шаха Аббаса I из своих баз в Гарчистане, вызывали гневную реакцию со стороны правителя Балха, Надир Мухаммед-хана, и его сына Абдулазиза. Известно о трёх фазах стычек в начале XVII века.
В конце 1607 года контингенты племени шамлы из Герата и войска из Гарчистана поддержали Ярмухаммеда, свергнутого диванбеем Балха, и Абулхайридских принцев Джахангира и Мухаммед Салима в их безуспешной попытке вновь завладеть властью. Начиная с 1611 года борьба за власть между двумя фракциями, известными как «Валиды» — сторонники великого хана Вали Мухаммед-хана и его сына Рустам Мухаммеда и «Диниды» — сторонники сыновей Дин Мухаммеда, Имамкули и Надира Мухаммеда предоставила возможность для сефевидской интервенции. Когда в 1612 году Имамкули и Надир Мухаммед одержали верх в Бухаре и Балхе, Рустам Мухаммед занял позицию в Гарчистане, откуда начал серию из семи наступлений против области Балха до 1623 года. В то время как большинство из этих походов представляли собой попросту перестрелки, в 1614 году Рустам Мухаммед при помощи сефевидских войск сумел осадить Балх, опустошив в процессе окрестности города. Три года спустя поход Имамкули с тридцатью тысячами бухарских воинов был отбит сефевидским губернатором Мехраб-ханом Каджаром при Мерве. В 1618 году интересы местных узбекских вождей и губернаторов Герата из шамлы столкнулись при Чичакту и Меймене. В 1622 году Бала Мургаб временно подпал под контроль узбеков, до того времени, как шах Аббас I уступил требованиям убрать Рустам Мухаммеда из Гарчистана.

## Администрация
Кызылбашские племена (ūymāq) представляли собой главную составляющую «нового порядка», введённого шахом Исмаилом I. Набранные из туркоманских племён Восточной Анатолии и Сирии, они были связаны с сефевидскими правителями в качестве последователей верховного духовного наставника (murshid-i kāmil). Благодаря своей близости к правящей династии кызылбаши играли решающую роль в осуществлении властных полномочий в новообразованном государстве. Их влияние на формирование представления о сефевидской территории отражено в терминологии, использовавшейся вплоть до XVII века. Так, Искандер Мюнши попеременно обозначал Сефевидскую территорию как «владение кызылбашей» (qalamrau-yi Qizilbāsh), «государство кызылбашей» (daulat-i Qizilbāsh) и «царство кызылбашей» (mamlakat-i Qizilbāsh). С течением времени отношения между кызылбашами и их сефевидскими повелителями изменились от беспрекословной верности до хрупкой связи, обычно объединявшей интересы местной аристократии с интересами правящего семейства. Слабо связанные системой земельных пожалований, кызылбаши вскоре превратились в укоренившуюся элиту с притязаниями на наследственное обладание доходами с определённых округов (ulkā) в качестве источника дохода. Со своей стороны, сефевидские правители пытались урезать их власть путём назначения в области, отдалённые от их изначальных пастбищных земель, и натравливая различные кызылбашские подгруппы друг против друга. Первая часть губернаторских назначений в Хорасан отражает этот переход власти, в данном случае к недовольству изначального окружения шаха Исмаила I. Назначенные в 1510 году в сефевидские форпосты Мерв, Балх и Герат до этого занимали гораздо более престижные посты в основных областях империи. Первый сефевидский губернатор Мерва, Абдулали-бек, до этого служил горчубаши (командующим шахской гвардией) и губернатором Хамадана и Центрального Курдистана. Назначенец на пост губернатора Балха, Байрам-бек Караманлы, имел за плечами выдающуюся карьеру главы шахских конюшен (amīr ākhūrbāshī). Наиболее значимым было падение бывшего опекуна шаха Исмаила I, Хусейн-бека Лала Шамлы, который незадолго до этого был снят с постов вице-регента (vakīl) и главнокомандующего (amīr al-umarā) и теперь был назначен губернатором Герата.
Это разделение власти в этот период также отражает некоторые представления о пространстве, которые ранние Сефевиды использовали в их управлении Хорасаном. Контроль Хусейн-бека Шамлы над провинцией вовсе не был абсолютным, поскольку её важные западные округа были отведены соперничавшим кызылбашским конфедерациям. Так, находившийся на границе «двух Хорасанов» Серахс и Нишапур были пожалованы видным афшарским вождям. Мешхед был владением вожаков устаджлы. Это положение дел сохранялось до Гиждуванской битвы в ноябре 1512 года, после которой последовал период узбекского наступления на Хорасан. В ходе второго похода шаха Исмаила I в Хорасан весной 1513 года произошла перестановка на посты местных губернаторов. Балх и северо-восточные территории были пожалованы Див султану Румлу. Герат управлялся Зейнал-ханом Шамлы, а Зава — его родственником Дурмуш-ханом Шамлы. Астрабад оказался под контролем талышей.
В течение XVI века некоторые группы кызылбашей укрепились в пожалованных им областях. Так, устаджлы успешно притязали на Мешхед до начала правления шаха Аббаса I. Владевшие прежде тиюлями в Исфизаре и Фарахе афшары в этот период завладели губернаторствами Астрабад и Бистам. Контроль над Себзеваром оставался за вожаками каджаров. В 1602 году главные губернаторства Хорасана были распределены между вожаками шамлы, устаджлы, каджаров и альплы (Хусейн-хан Шамлы сидел в Герате, Наджафгулу Шамлы — в Кайене, Бекташ-хан Устаджлы — в Мерве, Мехраб-хан Каджар — в Хафе и Бахарзе, Юсуф Али-хан ибн Будак-хан — в Мешхеде. После своего похода на Балх в 1602 году шах Аббас I назначил Юсуф Али-хана ибн Будак-хана и его брата Байрам Али-хана в Меручак. Мехраб-хан получил вакантный пост губернатора Мешхеда. Согласно Сейвори, Мехраб-хан Каджар последовательно занимал посты губернатора Тебеса (1593—1594), Хафа и Бахарза (1598—1599), Мешхеда (1602—1603) и Мерва (1608—1610).
С практической точки зрения, первые тридцать лет сефевидского правления оказались пагубными для Герата и его окрестностей. До 1537 года Герат находился под плохим управлением кызылбашей с одной стороны, и постоянным военным давления со стороны узбеков — с другой. Занятые необходимостью обеспечения средств для выживания для самих себя и своих войск, завоеватели были сосредоточены на краткосрочном эксплуатировании местных ресурсов. В то время как контроль над доходами с караванной торговли находился под пристальным вниманием, сельскохозяйственные земли были заброшены и разрушены. Это положение дел было подытожено Хондемиром в драматическом описании опустошительного двухлетнего голода, разразившегося в начале 1514 года «по причине прохода армий, постоянной вражды, невнимательности к сельскому хозяйству, бегству крестьян и недостатку и божественного благоволения и шахского внимания». В течение этого периода оазис Герата, а также окружающая сельская местность значительно пострадали. Другими страдавшими от недостатка ресурсов областями в этот период были Гур и Гарчистан. Получатели земельных пожалований в этих двух областях сообщали, что они не получали с них никакого дохода, не говоря уже о провизии для своих войск. В то же время некоторые уголки были менее затронуты разрушением. Области Нишапура, Зава, Кайена и Бахарза продолжили процветать даже в ранний сефевидский период.
В раннюю сефевидскую эпоху губернаторы Герата обладали крайне ограниченной властью. Это нашло отражение в их неспособности закрепиться в Гарчистане, который оставался под контролем тимуридских и узбекских вожаков до 1548 года. Между 1514 и 1518 годами область занимал внук Султана Хусейна Байкары — Мухаммед Заман Мирзы ибн Бадиуззаман. Господство кызылбашей над Гарчистаном оставалось эфемерным вплоть до середины XVI века. Начиная с 1520-х годов и далее областью управлял узбекский вожак Байрам Оглан от имени абульхайридского правителя Балха, Кистан Кары ибн Джанибека. Относительная слабость кызылбашской администрации за пределами Герата давала возможность вождям Гарчистана доходить в своих набегах вплоть Герируда к востоку от Герата. В 1535 году Байрам Оглан вторгся в Герируд и дошёл до Тунияна, уведя с собой стада и местные племена (amvāl va aḥshām va ūymāqāt) и лишив население (raʿāyā va ʿajaza) его имущества. Летом 1548 года он возобновил нападения на местные племена, которые, согласно Амиру Махмуду, платили налоги Герату с незапамятных времён. Он был выбит обратно сефевидским губернатором Герата, Мухаммед-ханом Шарафаддин-оглу Текели, который вторгся в Гарчистан. В 1551 году Мухаммед-хан Шарафаддин-оглу отправил ещё одну военную экспедицию в область под командованием своего сына Казак-хана.
Относительно нестабильное положение Сефевидов в Герате в начале XVI века также нашло отражение в частой смене губернаторов после нахождения на должности Хусейн-бека Шамлы в 1510—1512 годах, многие из которых также были родом из конфедерации шамлы. Губернаторами Герата до 1537 года были Зейнал-хан Шамлы (1513—1516), Эмир-хан Мосуллу (1516—1521), Дурмуш-хан Шамлы (1522—1526), Хусейн-хан Шамлы (1526—1529), Гази-хан Текели (1530—1533), Агзивар-хан Шамлы (1533—1535), Халифа султан Шамлы (1535), Суфьян-халифа Румлу и Хызр Челеби Румлу (1535—1536). Эти назначения на пост губернатора перемежались частыми походами абульхайридского вожака Убайдуллы на Герат вплоть до его смерти в 1540 году. После битвы при Гиждуване узбеки под предводительством Джанибека осаждали Герат на протяжении двух месяцев, с января по март 1513 года. Позднее Мухаммед Тимур ибн Мухаммед Шейбани и Убайдулла заняли Тус и Мешхед и вынудили кызылбашских должностных лиц покинуть Герат. Последующие узбекские походы на Герат совершались под предводительством Убайдуллы-хана, который осаждал Герат с 28 мая по 11 июня 1521 года, зимой 1525—1526 годов и в 1528 году. Узбекские войска занимали Герат с зимы 1528—1529 годов до августа 1530 года. В 1533 году узбекские войска завоевали крупную часть Хорасана. Последнее занятие Герата Убайдуллой длилось с августа 1536 по январь 1537 года. Вторжения узбеков имели гибельное последствие на пастбища и поля в окрестностях Герата. Сам город пострадал больше всего в течение последней оккупации Убайдулла-ханом с августа 1536 по январь 1537 года, в ходе которой он разрушил центральный базар и вынес казну из цитадели Ихтияраддин. Последовавшее возвращение Герата в лоно сефевидской администрации положило начало периоду стабильности, которое нашло отражение в двадцатилетнем пребывании на должности назначенного губернатора, Мухаммед-хана Шарафаддин-оглу Текели (1537—1557). Губернаторство Мухаммед-хана Шарафаддин-оглу Текели ознаменовало переход от прежней сефевидской политики опустошения к политике городского развития.
После битвы при Мерве население Герата приветствовало победоносного шаха Исмаила I украшением своего города. В 1516 году брат Эмир-хана Мосуллу, Ибрахим султан Мосуллу, приказал иллюминировать рынки в и за пределами города по случаю прибытия принца Тахмасиба. Этим он заслужил похвалу своего современника Эмира Махмуда ибн Хондемира, который льстиво отмечал, что вожак мосуллу вдохнул в город новую жизнь и «превратил каждую лавку в рудник… украшенный всевозможными драгоценностями» и «каждый рынок в цветник роз, превосходивший сад Ирама в приятности и тишине». В 1537 году Мухаммед-хан Шарафаддин-оглу Текели схожим образом отпраздновал завоевание шахом Тахмасибом I Кандагара украшением рынков «цветными тканями и прекрасной одеждой из Йезда и Европы». Источники сефевидской администрации в Герате также упоминают об инструкциях шаха Тахмасиба, отправленных Мухаммед-хану Шарафаддин-оглу Текелу в отношении развлечения свёрнутого могольского правителя Хумаюна, который проехал через Хорасан на пути в Казвин в 1544 году.
Мухаммед-хан Шарафаддин-оглу Текели прославился своим вниманием к благополучию своих подданных (raʿīyat parvarī). Более того, он предпринимал значительные усилия по восстановлению города. В 1540-х годах он восстановил до состояния совершенства пришедшие в упадок мечети, медресе и благотворительные учреждения. В этот же период была расширена и снабжена лавками заложенная Дурмуш-ханом к северу от Баг-и Шахра площадь. Проводимые здесь по пятницам рыночные дни служили в качестве местной торговой площади для ремесленников и купцов из города и его окрестностей (balda va bulūkāt). Губернаторство Мухаммед-хана Шарафаддин-оглу Текелу ознаменовало фазу территориальной консолидации. В 1537—1538 шах Тахмасиб I кратковременно расширил свои владения до Кандагара. Ещё один поход в этом направлении последовал 1545 году, от имени Хумаюна. К 1551 году Мухаммед-хан Шарафаддин-оглу Текели включил Гарчистан в свои владения.
Ещё одним влиятельным гератским губернатором был бейлярбей Хусейн-хан Шамлы (1598—1619), который возродил власть Сефевидов в Хорасане после десятилетней интервенции последними абульхайридскими и первыми тукай-тимуридскими правителями Трансоксианы. Ему унаследовал его сын Хасан-хан Шамлы (1619—1641), чьё имя связано с возведением большой покрытой куполом цистерны непосредственно к юго-востоку от Чахар Су.
По своему прибытию в Герат кызылбаши действовали в качестве носителей шиизма и привозили с собой свой собственный административный персонал. Эта смена власти произошла в преимущественно суннитской до этого среде. Даже несмотря на это, столкновение интересов между местной элитой и новыми повелителями не было строго доктринальным. В этот период религиозная практика кызылбашей представляла собой преимущественно амальгаму туркоманских племенных обычаев и верований, развившихся в Восточной Анатолии. Более того, доктринальная дифференциация между суннитским и шиитским пространствами ещё не приняла к тому времени ясного характера. По этой причине Сзюппе утверждает, что введение шиизма в качестве государственной религии не столько усилило религиозные разграничения, сколько добавило очертаний политическому разделению. По этой причине стратегический курс в сфере сефевидо-узбекского противостояния в целом совпадал с религиозной принадлежностью. В то время как союзники Сефевидов были склонны определять себя в качестве шиитов, сторонники узбекского правления подчёркивали свою приверженность суннизму. Совпадение политических и религиозных идентичностей также подчёркивается тем фактом, что дезертировавшие на ту или иную сторону воины быстро перенимали веру своих новых повелителей. В контексте частой смены власти между Сефевидами и узбеками до 1537 года разоблачение жителей Герата как суннитов или шиитов превратилось в любимую уловку для сведения персональных счётов или завладения имуществом богатых семейств.

## Административно-территориальное деление
Хорасан был одной из крупнейших провинций Сефевидской империи и прилегал к провинциям Мерв и Балх на севере и востоке. Его столицей был назначен город Герат. Власть Сефевидов простиралась на северо-западе вплоть до Меручака. Лежащие далее на востоке на торговом пути в Балх Маймана и Чичакту составляли часть владений узбеков, служа в качестве летней стоянки для узбекских «последователей и плёмен» («ulūs va ūymāq-i uzbakīya»). На севере и северо-западе власть губернатора Мерва простиралась вплоть до Абиверда и Хабушана. На протяжении XVI и начала XVII веков Хорасан описывался как покрывающий всё пространство между Казвином/Симнаном на западе до границы Кандагара на востоке и Оксуса на северо-востоке. Административное деление Хорасана в сефевидскую эпоху очевидно из различных циклов назначений на губернаторские посты. В 1522 году губернатор Герата Дурмуш-хан Шамлы назначил местных губернаторов в следующие административные единицы: Зейнал-хана Шамлы в Астрабад, Зейналаддин-султана в Эсферайен и Нишапур, Бурун султана Текели в Мешхед и Тус, Суфиян-халифу Румлу в Турбат-и Хейдарийа, Чакирге султана в Себзевар, Ахмед султана Афшара в Герируд, Лангар-и Амир Гийас, Фарах и Исфизар. Когда в феврале 1588 года Герат оказался под контролем узбеков, источник-современник перечислял в качестве оставшихся административных единиц Хорасана Мешхед, Нишапур, Себзевар, Эсферайен, Кайен, Зава-Махвилат, Тун, Табас, Туршиз, Джам, Астрабад и Дамган.
Наставление начала XVIII века «Тазкираталь-мулук» рассматривает Хорасан как ещё более крупную географическую единицу, включавшую в себя не только Герат, Мешхед и Мерв, но также и Кандагар с Систаном. Согласно этому источнику, Герат включал в себя Бала Мургаб, Меручак, Пандждех и Бадгис на севере, Курух и Гур на востоке, Фарах на юге и Турбат-и Шейх Джам, Хафи, Тун на западе. Региональное подразделение Мешхеда также имело впечатляющие пропорции. Оно состояло из Серахса, Абиверда, Нисы, и Дуруна на севере, Турбат-и Хейдарийа и Туршиза на юге, Нишапура и Себзевара на западе, и Эсферайена и Азадвара на северо-западе. Кандагар описывается как состоящий из областей Заминдавар, Гуриян и Кушк. Включение провинции Кандагар в сефевидскую административную систему отражает факты, произошедшие в 1649 году. До этого времени Кандагар по большей части являлся границей (сархад) между интересами Сефевидов и Моголов, будучи в сефевидской орбите только в два отдельных периода (1558—1595, 1622—1638). Летопись конца XVIII века «Маджма аль-таварих» отводит провинции Кандагар более щедрые пропорции в правление последнего сефевидского губернатора Гургин-хана, включая Калат-и Гильзай на северо-востоке, Шал, Мастунг, Пишин и Калат-и Белудж на юге, а также Заминдавар, Буст и Гиришк вплоть до границы с Фарахом и Исфизаром на западе.
Носивший титул бейлярбея и губернатора Герата, занимал более высокое положение по отношению к другим местным губернаторам Хорасана. В начале XVI века он назначал губернаторов Мешхеда, Эсферайена и Астрабада. Первый назначенный в Хорасан в 1515 году духовный надзиратель (садр) сидел в Герате, и его юрисдикция по духовным вопросам распространялась на всю территорию от границы с Персидским Ираком и Азербайджаном до Тохаристана, области, ограниченной верхним и средним течением Оксуса. В 1690-х губернатор Герата всё ещё носил престижный титул «генерал-губернатор всего Хорасана» («bēglerbēgī-yi kull-i Khurāsān»), несмотря на тот факт, что Герат был очень далёк от забот центрального правительства в эпоху последнего сефевидского правителя шаха Султан Хусейна.
Несмотря на изменение в статусе, Герат продолжал занимать особое положение в структуре сефевидского правительства и служил в качестве резиденции для наследников престола в течение большей части XVI века. Эти принцы зачастую были слишком юными на момент своего назначения. По этой причине реальная власть находилась в руках у назначенных им в качестве опекунов (лала) кызылбашских эмиров. Первым назначенным на пост губернатора Герата сефевидским принцем был Тахмасиб Мирза, который прибыл в него в апреле 1516 года в двухлетнем возрасте и занимал свой пост под опекунством Эмир-хана Мосуллу до 1521 года. Другими назначенными в Герат принцами были Сам Мирза — под опекунством Дурмуш-хана Шамлы и его брата Хусейн-хана Шамлы (1521—1528/1529), Бахрам Мирза — под опекунством Гази-хана Текели (1530—1533), Сам Мирза — под опекунством Агзивар-хана Шамлы (1533—1535), Султан Мухаммед Мирза — под опекунством Мухаммед-хана Шарафаддин-оглу Текели (1537—1556), его сына Казак султана Текели (1556—1564/1565) и Шахгулу султана Чавушлу Устаджлы (до 1571—1572). Последним наследником престола в Герате был Аббас Мирза, которому не было и года на момент назначения в 1572/1573 году, которое продлилось восемь лет. В ходе своего собственного правления шах Аббас I отменил практику назначения принцев на посты провинциальных губернаторов в качестве части своих стремлений к усилению контроля над провинциями и слома могущества кызылбашской аристократии.
С течением времени Герат постепенно утратил своё привилегированное положение в Хорасане. С конца XVI века управляемая «дар ас-салтаной» область начала сужаться, в то время как Мешхед в западном Хорасане неуклонно набирал силу в политическом и экономическом плане. Это развитие нашло отражение в используемой официальной терминологии. В правление шаха Исмаила II губернатора Мешхеда принял на себя управление половиной Хорасана, что говорит о разделе провинции. Подобно Герату, Мешхед также был затронут набегами узбеков в начале и конце XVI века. После узбекской оккупации 1589—1598 годов город начал быстро расти в правление шаха Аббаса I, который совершил многочисленные визиты к гробнице и в 1601 году даже продемонстрировал своё почтение, совершив пешее странствие из Исфахана в Мешхед. Под его покровительством к северной части усыпальницы были добавлены большой и красиво украшенный двор (ṣaḥn) с жилищами для паломников и украшенные драгоценностями ворота. Внимание, которым шах Аббас I окружил усыпальницу, было истолковано со стороны путешественника Тавернье и миссионера Сансона как попытку перенаправить поток паломников, а также средства, которые тратились на дорожные пошлины, размещение и пожертвования — из Хиджаза в Хорасан. Актам благочестия шаха Аббас I и его строительной деятельности при гробнице подражало и его окружение, что в итоге привело к росту славы гробницы и вере в её чудодейственную силу. По случаю своего визита в 1601 году шаха Аббас I также возвёл главную улицу (хиябан) Мешхеда и протекавший в его центре канал. В 1621 году он построил или перестроил гробницу современника Али ибн Мусы аль-Ризы, Ходжи Раби в четырёх милях к северу от города.

На роль Герата в административном разделении Хорасана также повлияло включение в сефевидские владения Кандагара в середине XVII века. Ключевое положение Кандагара в торговле с Индией означало сдвиг на восток в коммерческих интересах Сефевидов. В начале XVIII века польский иезуит отец Крушинский описывал богатство этой области для Сефевидского государства до его отделения в 1709 году:
«Она была местом большой важности для этого (Сефевидского) королевства, поскольку она включала в себя границы по направлению Индии; и во всей Персии не было места более сильного, чем это, поскольку оно было укреплено европейскими инженерами, которых задействовал там Великий Могол Шах-Джахан в свою бытность его повелителем (1638—1649). Находясь на большом пути караванов, которые ходят из Персии в Индию или возвращаются оттуда обратно, она разбогатела из-за размещения в нём караванов, которое губернаторы умеют мастерски растягивать. По его богатству можно судить по дани, которая она платить королю, которое равняется двенадцати фунтам золота ежедневно, не считая многих других пошлин, штрафов и конфискаций».
Губернатор Кандагара сперва переписывался со двором в Исфахане через Герат. Позднее провинция Кандагар приобрела тот же статус, что и Герат. В 1725 году «Тазкират аль-мулук» сообщал, что Герат, Мерв, Мешхед и Кандагар имели равный статус и управлялись бейлярбееями. Это разделение на четыре административные единицы было также сохранено Надир шахом в XVIII веке.